# JWM
| Sigles de 2 caractères   |
| ► Sigles de 3 caractères |
| Sigles de 4 caractères   |
| Sigles de 5 caractères   |
| Sigles de 6 caractères   |
| Sigles de 7 caractères   |
| Sigles de 8 caractères   |

JWM (Joe's Window Manager) est un gestionnaire de fenêtres pour le système X Window. JWM est écrit en C et peut être compilé en ne nécessitant que la bibliothèque Xlib
C'est un logiciel libre distribué selon les termes de la licence GNU GPL.